# Chery E5
Pour les articles homonymes, voir E5.
La Chery E5 est un modèle d'automobile compacte produite par le constructeur chinois Chery de 2011 à 2016. Il est basé sur la même plateforme que le Chery A5.

## Riich G3
La Riich G3 est une version premium de la Chery E5 commercialisée sous Riich, la marque haut de gamme de Chery à l'époque.

## Galerie

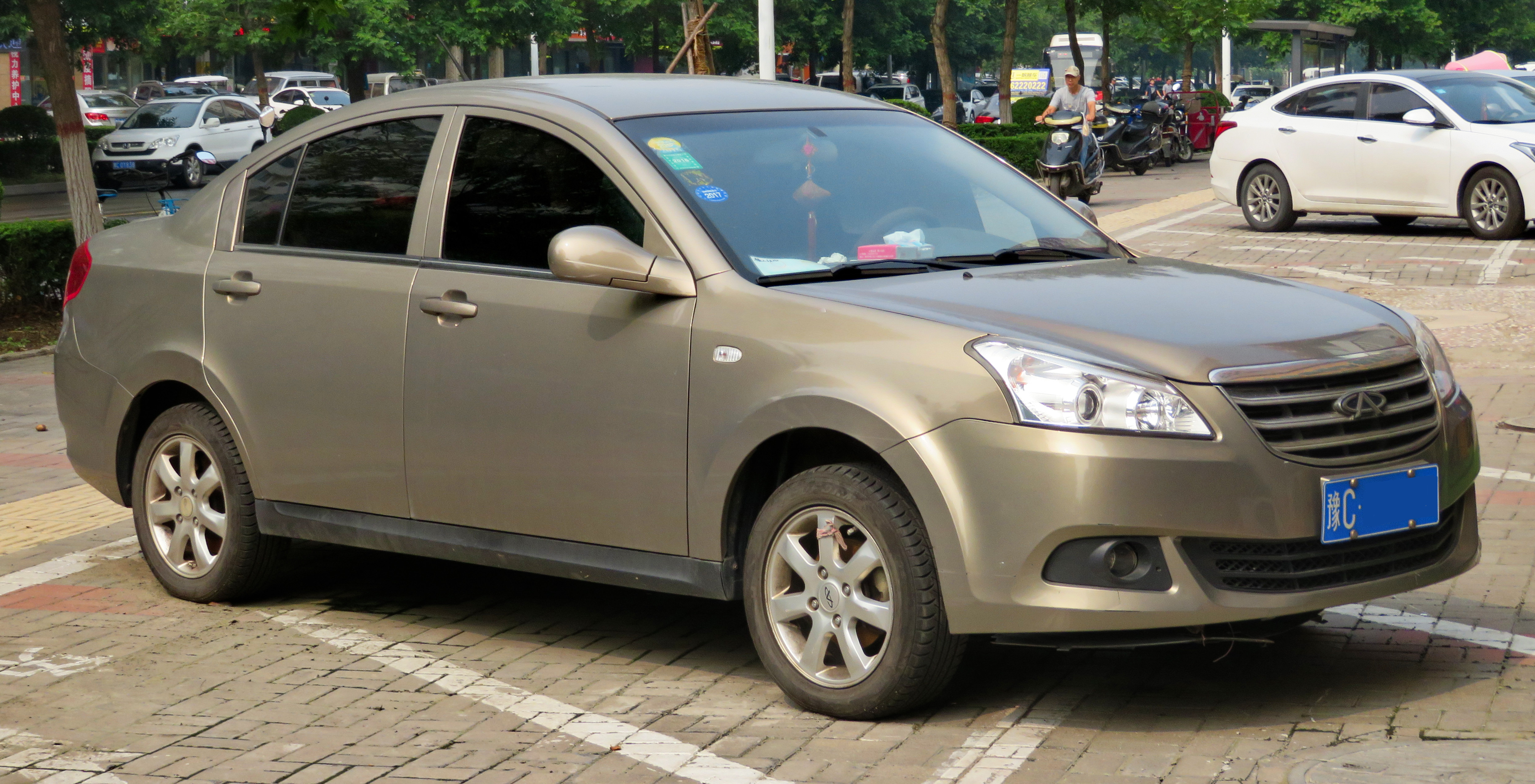
Chery E5 vue avant
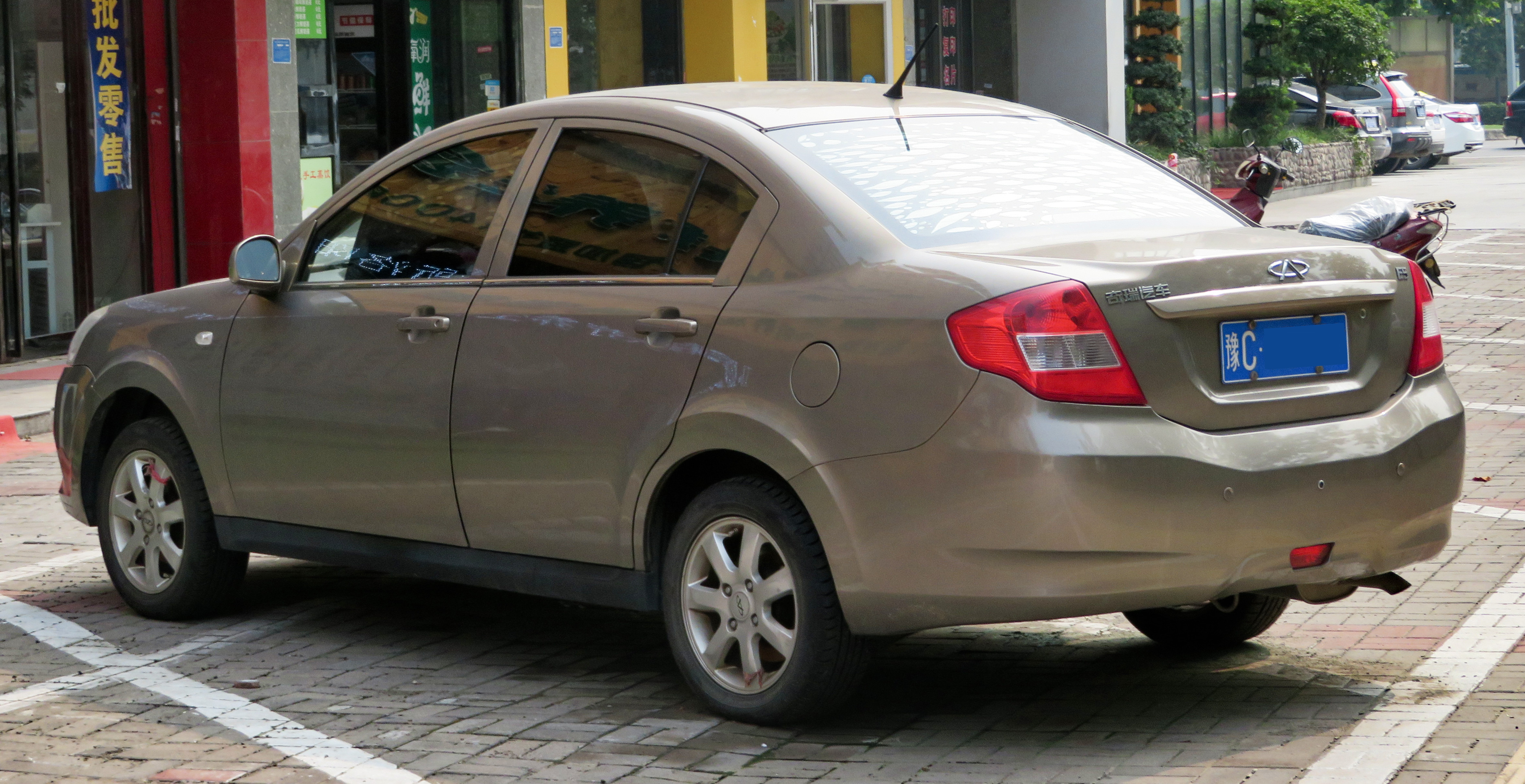
Chery E5 vue arrière
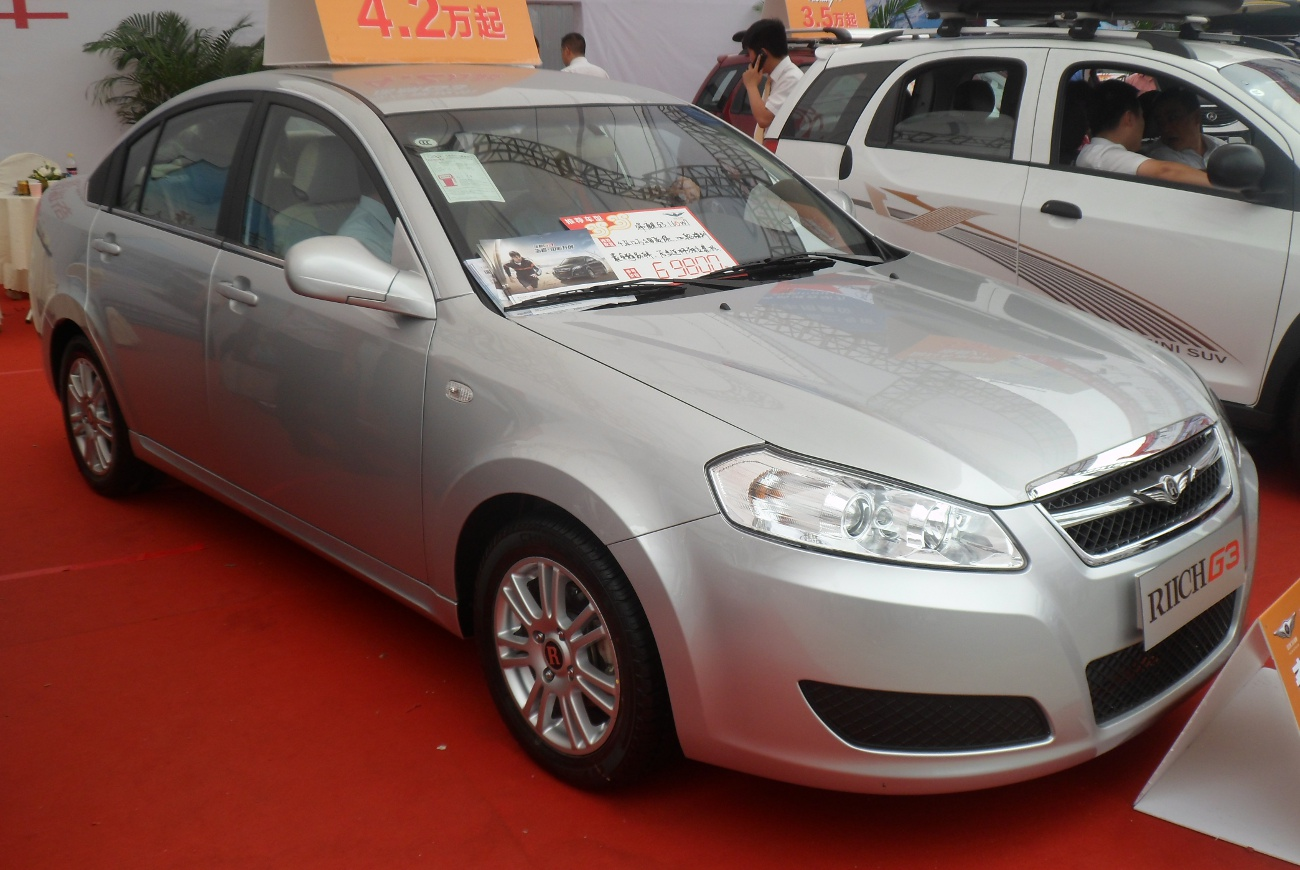
Riich G3 vue avant
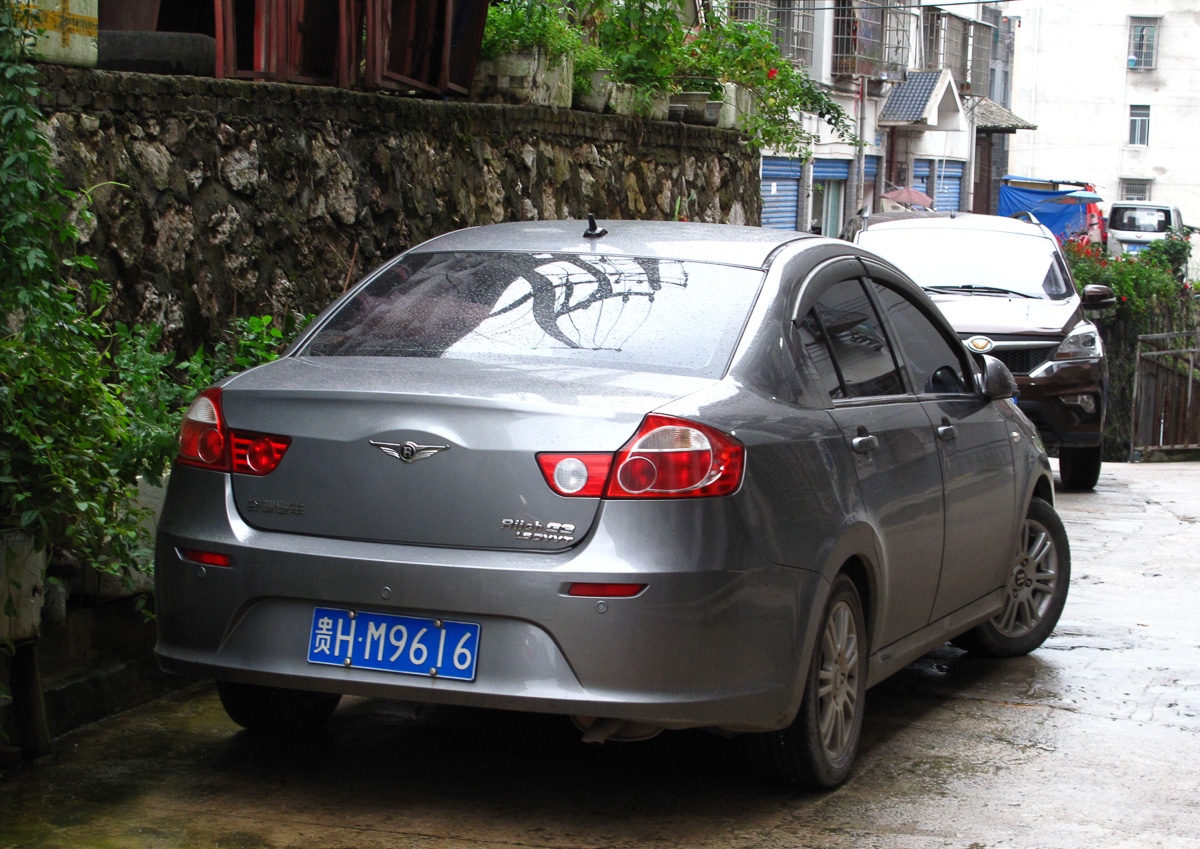
Riich G3 vue arrière